# Rifiuto

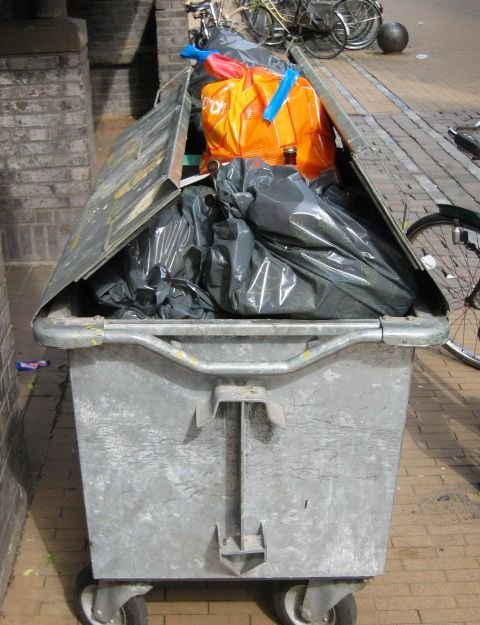
Rifiuti contenuti in un cassonetto nel 2004

I rifiuti sono materiali di scarto di svariate attività umane. Esempi tipici ne sono i rifiuti solidi urbani, le acque reflue (contenenti rifiuti corporei), il deflusso superficiale della pioggia in idrologia e in particolar modo nei sistemi di drenaggio urbano, i rifiuti radioattivi e altri.

## Definizione normativa

### Programma delle Nazioni Unite per l'ambiente
Secondo il Programma delle Nazioni Unite per l'ambiente (UNEP) e in particolare secondo la Convenzione di Basilea del 1989, art.2(1), "I rifiuti sono sostanze o oggetti che sono smaltiti o che sono destinati a essere smaltiti o devono essere smaltiti in base alle disposizioni della legislazione nazionale".

### Unione europea
L'Unione europea, con la Direttiva n.2008/98/Ce del 19 novembre 2008 (Gazzetta ufficiale dell'Unione europea L312 del 22 novembre 2008) li definisce "qualsiasi sostanza od oggetto di cui il detentore si disfi o abbia l'intenzione o l'obbligo di disfarsi".
Non sono considerati rifiuti i "sottoprodotti", ossia i residui ottenuti da un ciclo produttivo che soddisfano i requisiti elencati nell'art. 184-bis del D.lgs. 152/2006:
- la sostanza o l'oggetto è originato da un processo di produzione di cui costituisce parte integrante, e il cui scopo primario non è la produzione di tale sostanza od oggetto;
- è certo che la sostanza o l'oggetto sarà utilizzato, nel corso dello stesso o di un successivo processo di produzione o di utilizzazione, da parte del produttore o di terzi;
- la sostanza o l'oggetto può essere utilizzato direttamente senza alcun ulteriore trattamento diverso dalla normale pratica industriale;
- l'ulteriore utilizzo è legale, ossia la sostanza o l'oggetto soddisfa, per l'utilizzo specifico, tutti i requisiti pertinenti riguardanti i prodotti e la protezione della salute e dell'ambiente e non porterà a impatti complessivi negativi sull'ambiente o la salute umana.

È previsto che, dopo una determinata lavorazione, un rifiuto possa cessare di essere tale se vengono rispettate le condizioni elencate nell'art. 184-ter del D.lgs. 152/2006:
- la sostanza o l'oggetto è comunemente utilizzato per scopi specifici;
- esiste un mercato o una domanda per tale sostanza od oggetto;
- la sostanza o l'oggetto soddisfa i requisiti tecnici per gli scopi specifici e rispetta la normativa e gli standard esistenti applicabili ai prodotti;
- l'utilizzo della sostanza o dell'oggetto, non porterà a impatti complessivi negativi sull'ambiente o sulla salute umana.

### Italia

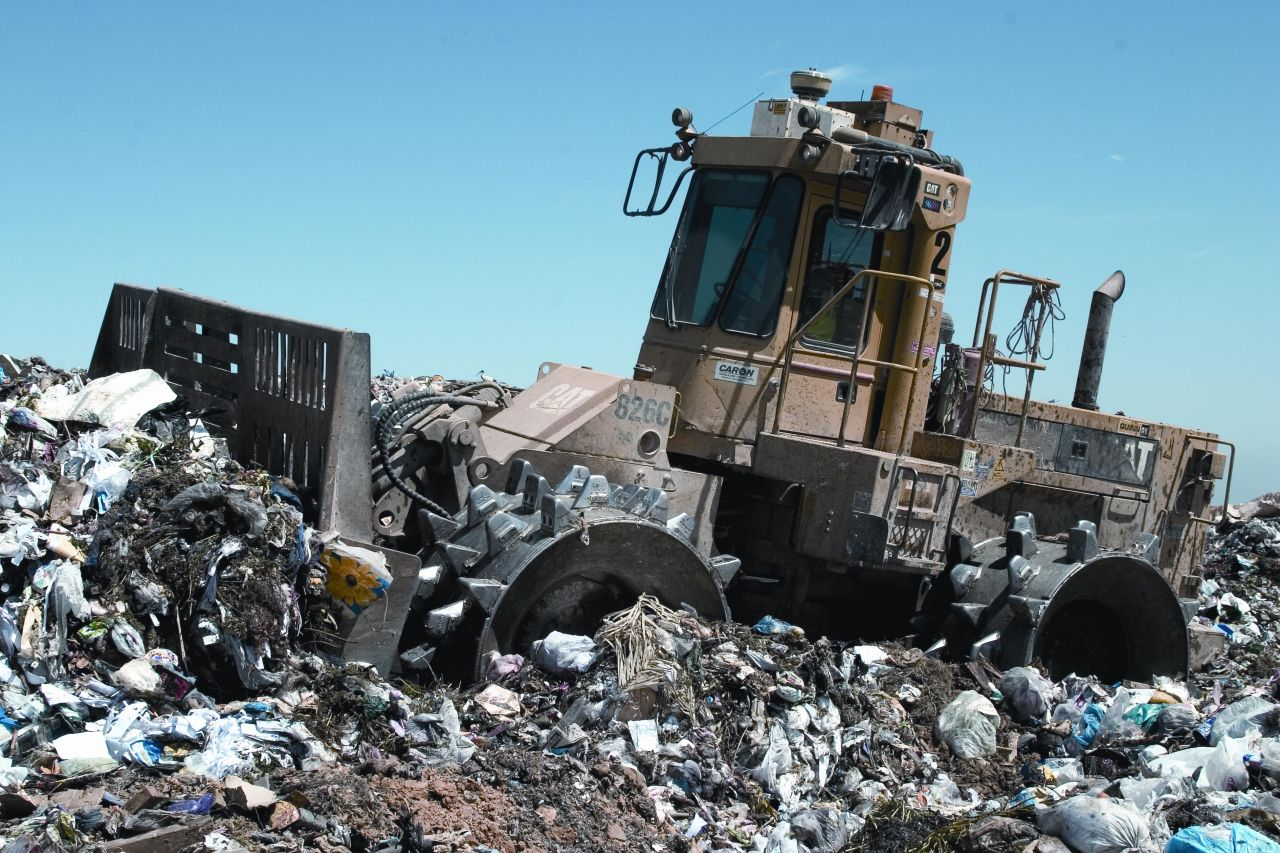
Pala motorizzata in azione in una discarica di tipo tradizionale

La definizione normativa in Italia è data dall'art. 183 del decreto legislativo 3 aprile 2006 n. 152 (cosiddetto Testo unico ambientale), modificata dal decreto legislativo 3 dicembre 2010, n. 205 "Disposizioni di attuazione della direttiva 2008/98/CE del Parlamento europeo e del Consiglio del 19 novembre 2008 relativa ai rifiuti e che abroga alcune direttive". (10G0235) (GU n. 288 del 10-12-2010 - Suppl. Ordinario n.269):
L'atto di "disfarsi" va inteso indipendentemente dal fatto che il bene possa potenzialmente essere oggetto di riutilizzo, diretto o previo intervento manipolativo. Secondo la Circolare del Ministero dell'Ambiente 1999 "disfarsi" equivale ad avviare un oggetto o sostanza ad operazioni di smaltimento o di recupero (rispettivamente allegati B e C alla parte quarta del D.Lgs. 152/2006).

### Canada
La produzione totale di rifiuti stimata in Canada è la più grande del mondo. Ha un totale annuo stimato di rifiuti è 1325480289 tonnellate. Data la popolazione canadese di 36,7 milioni, si tratta di uno spreco annuo stimato pro capite di 36,1 tonnellate.

### Bulgaria
Sebbene la Bulgaria abbia una popolazione di circa 7 milioni di persone, genera un po' più di spazzatura rispetto agli Stati Uniti, che hanno una popolazione di oltre 325 milioni di persone. Lo spreco annuo stimato pro capite in Bulgaria è di 7 tonnellate e il totale annuo stimato dei rifiuti è di 1891945 tonnellate.
La grande impresa edile bulgara è il principale produttore dei rifiuti del paese: l'industria da sola produce 172 milioni di tonnellate di rifiuti. Tra il 2010 e il 2016, la costruzione di immobili ha visto un aumento dell'attività del 16,4% nel Paese.

### Stati Uniti
Gli Stati Uniti hanno la terza popolazione più grande di tutti i paesi e hanno prodotto il maggior numero di rifiuti solidi urbani al mondo: nel 2017 sono stati generati 258 milioni di tonnellate di RSU. Il paese più popoloso del mondo, la Cina, invece, ha generato 210 milioni di tonnellate di rifiuti solidi urbani nel 20 La produzione di rifiuti pro capite tra gli americani è aumentata da 4,5 libbre per persona al giorno nel 2017 a 4,9 libbre per persona al giorno nel 20 Nel corso di un anno, ciò equivale a circa 0,8 tonnellate metriche pro capite all'anno. La Banca Mondiale ha una categoria speciale per rifiuti industriali, medici, rifiuti elettronici, pericolosi e agricoli. Gli Stati Uniti hanno generato circa 8,4 miliardi di tonnellate in questa categoria di rifiuti nel 2017.

### Estonia
La stima dei rifiuti annuali pro capite dell'Estonia era di 23,5 tonnellate e il totale stimato dei rifiuti annuali era di 30,912,409 tonnellate. Il paese genera oltre 35 volte la media UE di rifiuti pericolosi pro capite, quasi tutti provenienti dal settore degli scisti bituminosi. Quasi un terzo dei quasi 31 milioni di tonnellate di rifiuti del paese sono rifiuti pericolosi. La popolazione dell'Estonia è di circa 1,3 milioni.

### Finlandia
La popolazione della Finlandia è di 5,5 milioni. I suoi rifiuti annuali stimati pro capite erano 16,6 tonnellate e il totale stimato dei rifiuti annuali del paese era 916449 tonnellate in 20 La Finlandia è uno dei paesi più ricchi del mondo. Il settore immobiliare ha registrato un enorme vantaggio grazie ai bassi tassi ipotecari e alla crescita dei centri urbani. In queste aree urbane è esplosa una crescente domanda di nuovi edifici, in particolare di piccoli appartamenti.

### Danimarca
La Danimarca è il più grande produttore di rifiuti urbani pro capite nell'Unione europea, con ogni abitante che ha generato una media di 844 chilogrammi di rifiuti nel 20 Seguono Lussemburgo e Malta.

## Classificazione
I rifiuti possono essere classificati in base all'origine in:
- rifiuti urbani
- rifiuti speciali

in base alle loro caratteristiche di pericolosità, in (D.lgs 152/06 art.184 c.1):
- rifiuti pericolosi
- rifiuti non pericolosi

in base al loro stato fisico:
- solido pulverulento
- solido non pulverulento
- fangoso palabile
- liquido.

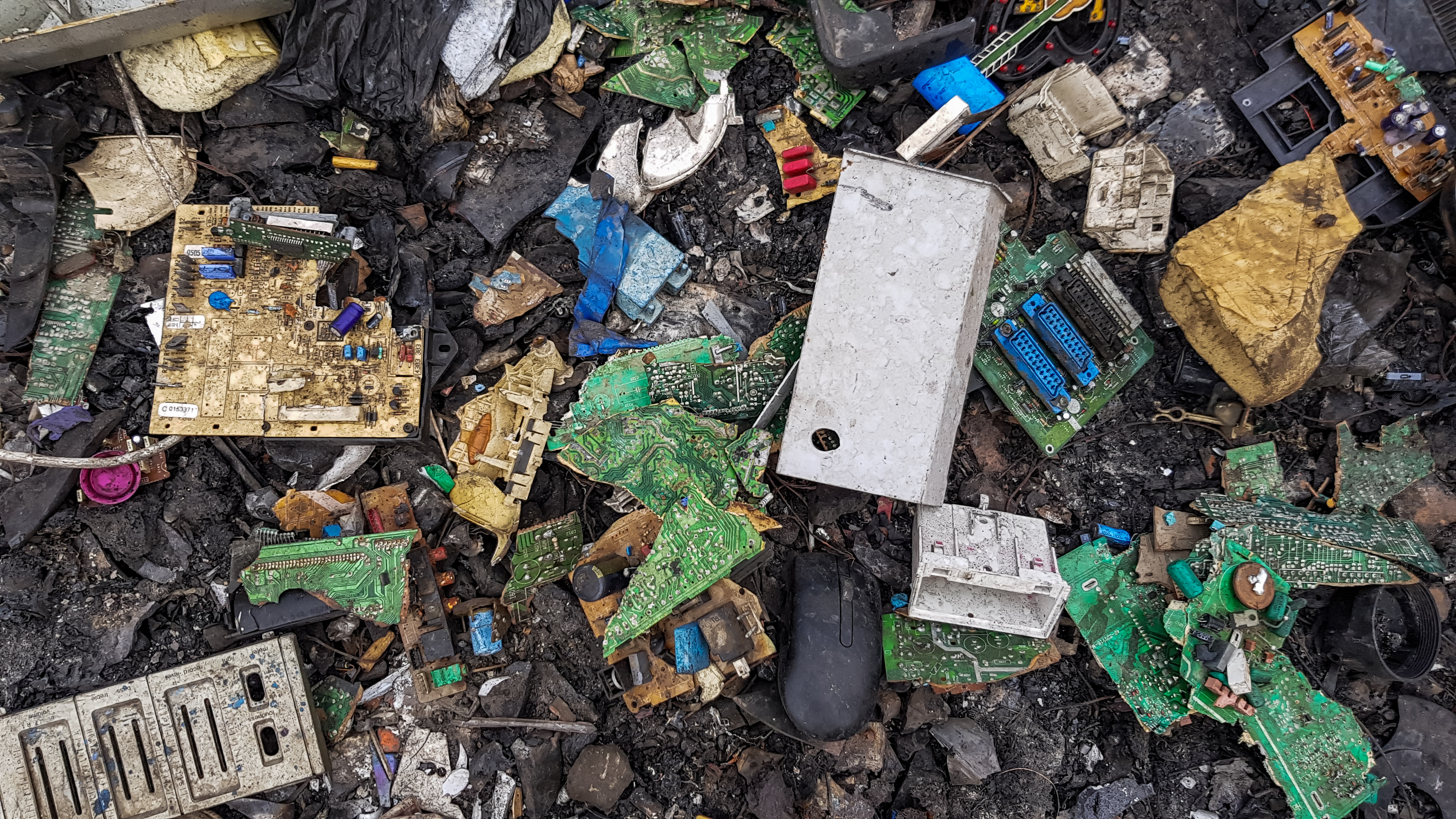
Rifiuti di apparecchiature elettriche ed elettroniche (RAEE)
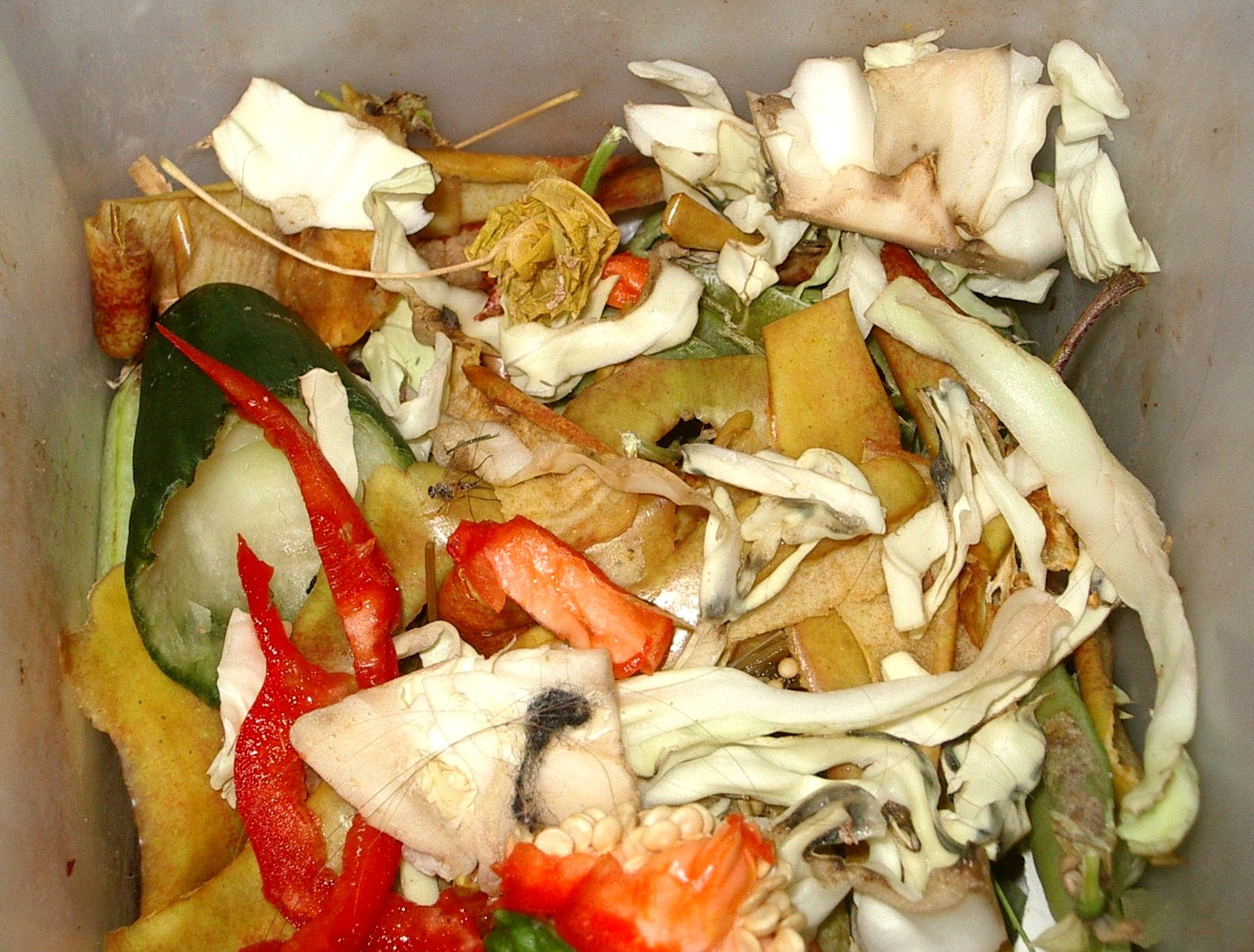
Frazione Organica del Rifiuto Solido Urbano (FORSU)
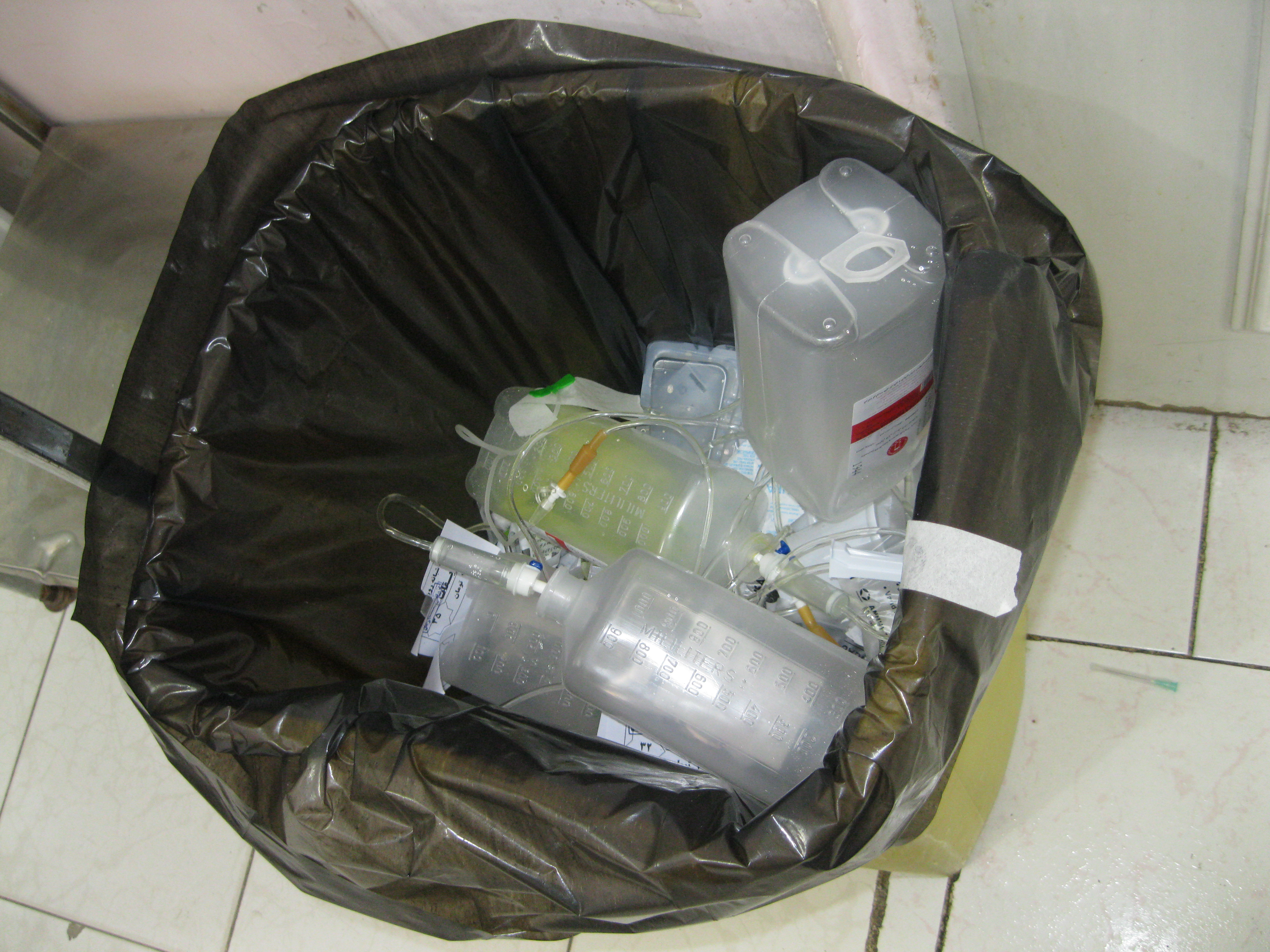
Rifiuti in un ospedale
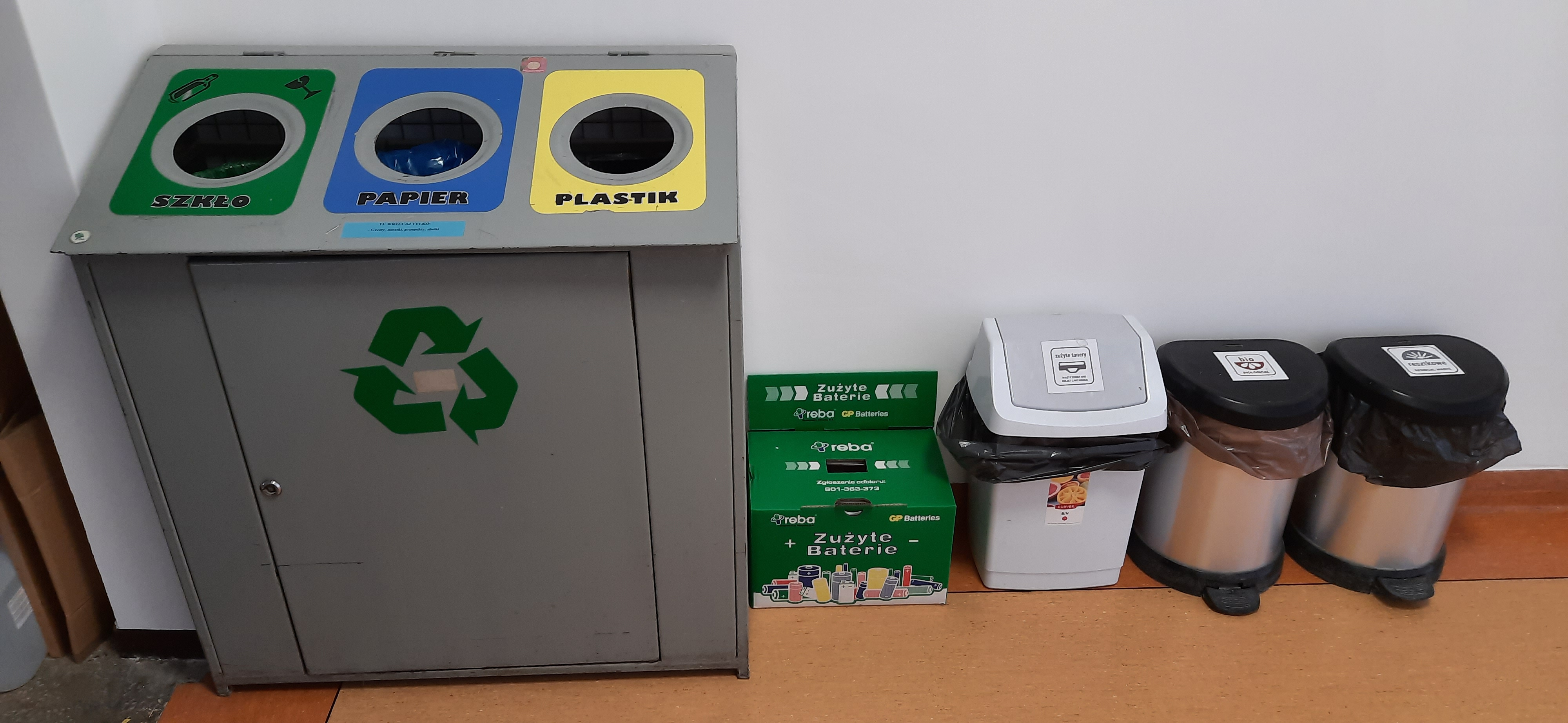
Punto di riciclaggio dei rifiuti presso Politecnico di Danzica

## Rifiuti solidi urbani

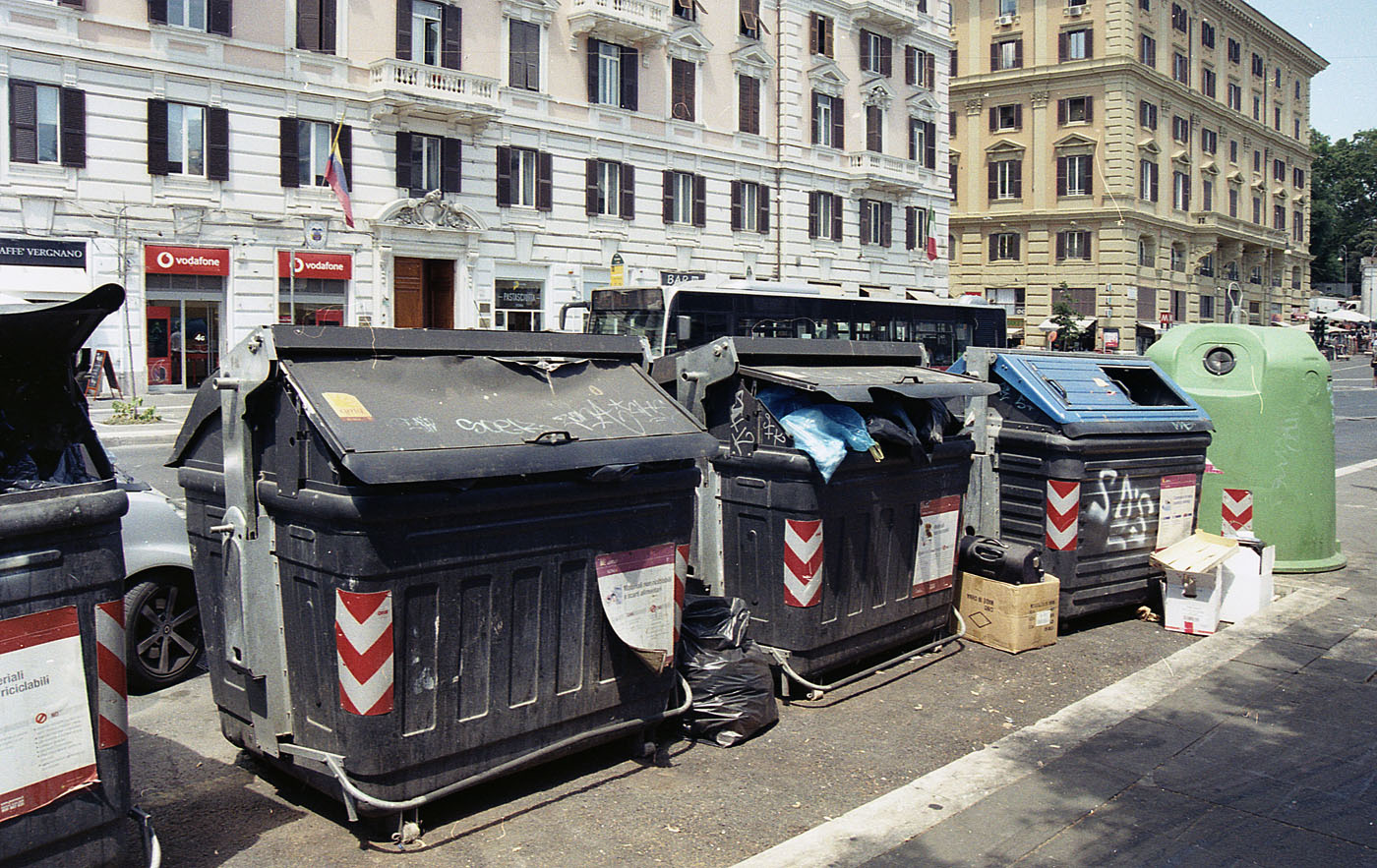
Cassonetti nel centro di Roma il 22 luglio 2018

I rifiuti solidi urbani sono una classe fortemente eterogenea; vengono abbreviati internazionalmente nell'acronimo MSW dall'inglese "Municipal Solid Waste" o dall'acronimo italiano RSU.
Sono rifiuti urbani (D.Lgs. 152/2006, art. 184, c. 2):
- rifiuti domestici indifferenziati e da raccolta differenziata, ivi compresi: carta e cartone, vetro, metalli, plastica, rifiuti organici, legno, tessili,  imballaggi, rifiuti di apparecchiature elettriche ed elettroniche, rifiuti di pile e accumulatori e rifiuti ingombranti, ivi compresi materassi e mobili;
- rifiuti indifferenziati e da raccolta differenziata provenienti da altre fonti che sono simili per natura e composizione ai rifiuti domestici delle seguenti tipologie:

1. rifiuti organici;
2. carta e cartone;
3. plastica;
4. legno;
5. metallo;
6. imballaggi compositi;
7. multimateriale;
8. vetro;
9. tessili;
10. toner non contenenti sostanze pericolose;
11. ingombranti;
12. vernici, inchiostri, adesivi, resine non contenenti sostanze pericolose;
13. detergenti non contenenti sostanze pericolose;
14. altri rifiuti non biodegradabili;
15. rifiuti urbani indifferenziati

prodotti dalle seguenti attività:
1. musei, biblioteche, scuole, associazioni, luoghi di culto;
2. cinematografi e teatri;
3. autorimesse e magazzini senza alcuna vendita diretta;
4. campeggi, distributori carburanti, impianti sportivi;
5. stabilimenti balneari;
6. esposizioni, autosaloni;
7. alberghi con ristorante;
8. alberghi senza ristorante;
9. case di cura e riposo;
10. ospedali;
11. uffici, agenzie, studi professionali;
12. banche ed istituti di credito;
13. negozi abbigliamento, calzature, libreria, cartoleria, ferramenta, e altri beni durevoli;
14. edicole, farmacie, tabaccai, plurilicenze;
15. negozi particolari quali filatelia, tende e tessuti, tappeti, cappelli e ombrelli, antiquariato;
16. banchi di mercato beni durevoli;
17. attività artigianali tipo botteghe: parrucchiere, barbiere, estetista;
18. attività artigianali tipo botteghe: falegname, idraulico, fabbro, elettricista;
19. carrozzerie, autofficine, elettrauti;
20. attività artigianali di produzione beni specifici;
21. ristoranti, trattorie, osterie, pizzerie, pub;
22. mense, birrerie, hamburgerie;
23. bar, caffè, pasticcerie;
24. supermercati, pane e pasta, macelleria, salumi e formaggi, generi alimentari;
25. plurilicenze alimentari e/o miste;
26. ortofrutta, pescherie fiori e piante, pizza al taglio;
27. ipermercati di generi misti;
28. banchi di mercato generi alimentari;
29. discoteche, night club;

Rimangono escluse le attività agricole e connesse di cui all'articolo 2135 del codice civile;
Attività non elencate, ma ad esse simili per loro natura e per tipologia di rifiuti prodotti, si considerano comprese nel punto a cui sono analoghe;
- rifiuti provenienti dallo spazzamento delle strade e dallo svuotamento dei cestini portarifiuti;
- rifiuti di qualunque natura o provenienza, giacenti sulle strade ed aree pubbliche o sulle strade ed aree private comunque soggette ad uso pubblico o sulle spiagge marittime e lacuali e sulle rive dei corsi d'acqua;
- rifiuti della manutenzione del verde pubblico, come foglie, sfalci d'erba e potature di alberi, nonché i rifiuti risultanti dalla pulizia dei mercati;
- rifiuti provenienti da aree cimiteriali, esumazioni ed estumulazioni, nonché gli altri rifiuti provenienti da attività cimiteriale.

### Sali presenti
Gli RSU, contengono vari sali inorganici e composti alogenati organici che contribuiscono in modo differente alla produzione di diossine durante un processo di combustione e nello stesso tempo sono responsabili di fenomeni di degrado delle strutture di contenimento delle discariche. Vari autori riportano un contenuto salino inorganico molto elevato negli RSU, formato essenzialmente da:
- cloruro di potassio o silvite (KCl)
- cloruro di sodio o halite (NaCl)
- carbonato di calcio o calcite (CaCO3)
- solfato di calcio idrato o gesso (CaSO4•nH2O)
- fosfato di sodio (Na3PO4)
- ossalato di magnesio (MgC2O4•10H2O)
- solfato di calcio e sodio o glauberite (Na2Ca(SO4)2).

I sali lisciviabili del rifiuto solido urbano possono superare i 5 g/litro. Tali sali, pressoché tutti di tipo inorganico, contribuiscono alla formazione di vari composti aggressivi nel percolato.

## Rifiuti speciali

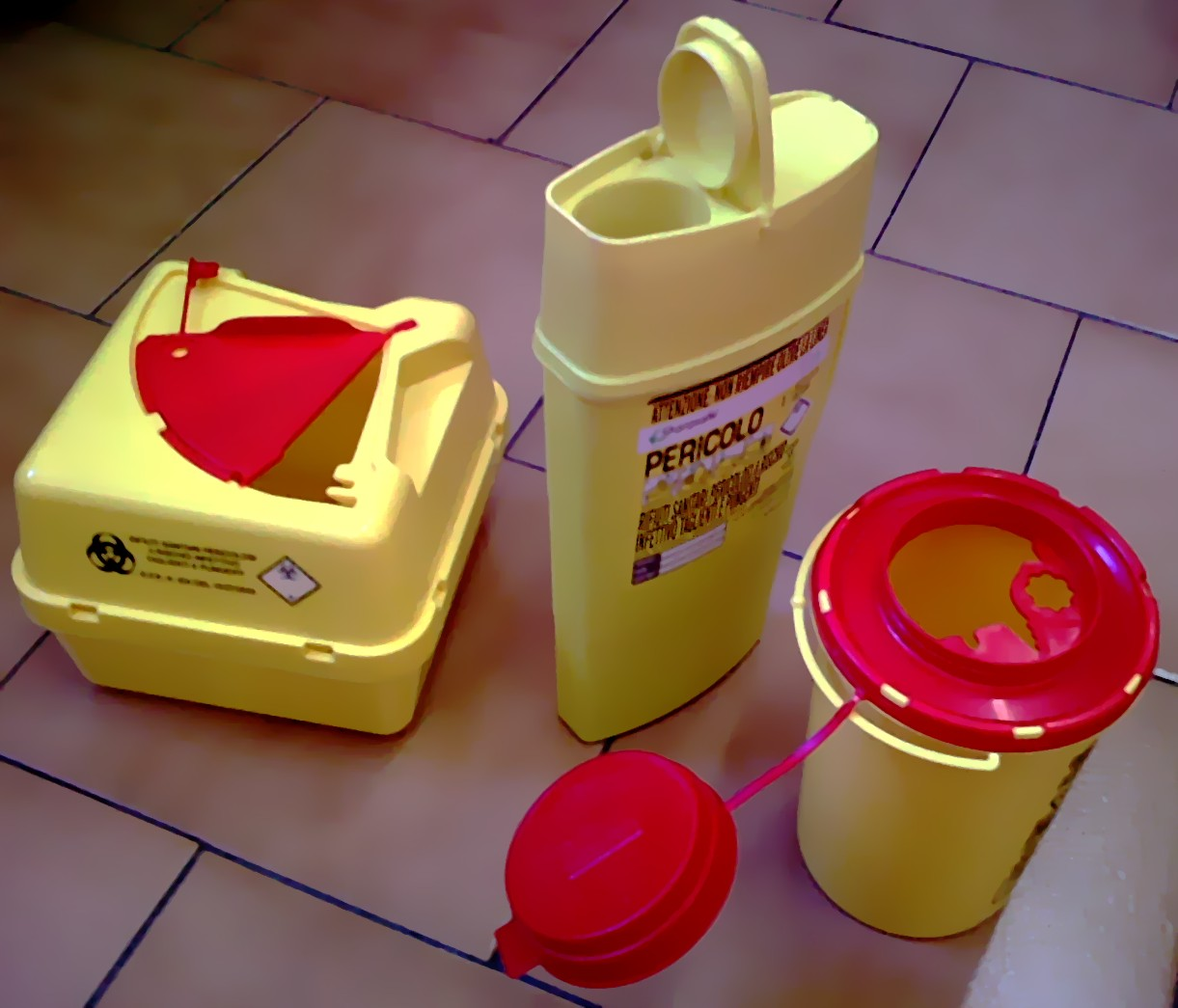
Agobox; contenitore per rifiuti speciali sanitari, atto a contenere aghi usati

Sono rifiuti speciali (D.Lgs. 152/06, art. 184, c. 3):
- rifiuti prodotti nell'ambito delle attività agricole, agro-industriali e della silvicoltura, ai sensi e per gli effetti dell'articolo 2135 del codice civile, e della pesca;
- rifiuti prodotti dalle attività di costruzione e demolizione, nonché i rifiuti che derivano dalle attività di scavo;
- rifiuti prodotti nell'ambito delle lavorazioni industriali se diversi da quelli classificati come rifiuti urbani;
- rifiuti prodotti nell'ambito delle lavorazioni artigianali se diversi da quelli classificati come rifiuti urbani;
- rifiuti prodotti nell'ambito delle attività commerciali se diversi da quelli classificati come rifiuti urbani;
- rifiuti prodotti nell'ambito delle attività di servizio se diversi da quelli classificati come rifiuti urbani;
- rifiuti derivanti dall'attività di recupero e smaltimento di rifiuti, i fanghi prodotti dalla potabilizzazione e da altri trattamenti delle acque e dalla depurazione delle acque reflue, nonché i rifiuti da abbattimento di fumi, dalle fosse settiche e dalle reti fognarie;
- rifiuti derivanti da attività sanitarie se diversi da quelli classificati come rifiuti urbani.

## Rifiuti pericolosi

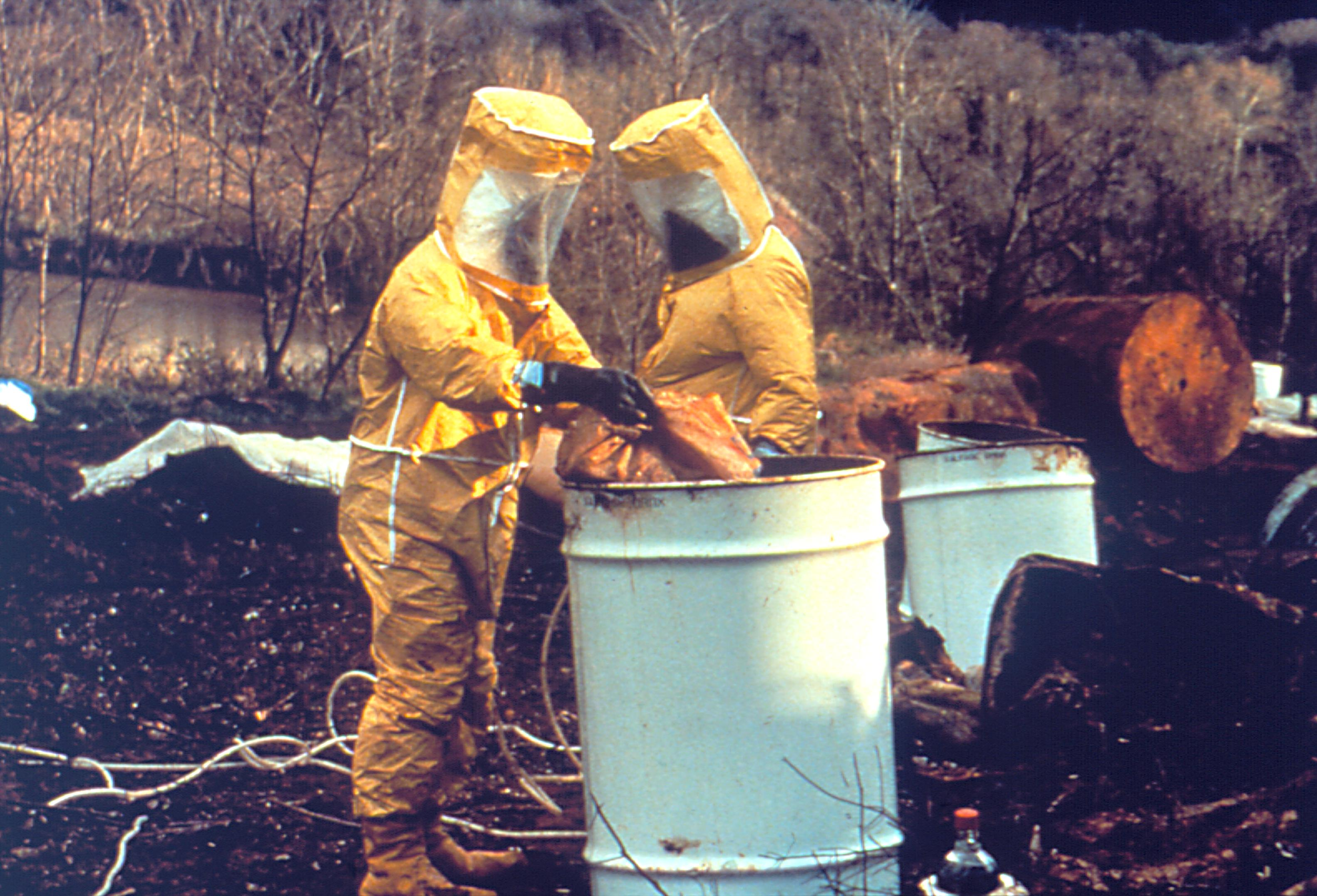
Attività di raccolta di rifiuti pericolosi

Sono rifiuti pericolosi (D.Lgs. 152/06, art. 184, c. 5):
- quei rifiuti speciali e quei rifiuti urbani non domestici indicati espressamente come tali con apposito asterisco nel CER. Tali rifiuti sono classificati come pericolosi fin dall'origine.
- quelli la cui pericolosità dipende dalla concentrazione di sostanze pericolose e/o dalle caratteristiche intrinseche di pericolosità indicate nei relativi allegati alla parte IV del D.Lgs. 152/2006 e ss.mm.ii.

### Classe di rischio
Le classi di pericolo dei rifiuti sono le seguenti:
- Esplosivo
- Comburente
- Facilmente infiammabile (incluso estremamente infiammabile)
- Irritante - nocivo
- Tossico e tossico acuto
- Cancerogeno
- Corrosivo
- Infetto
- Teratogeno
- Mutageno
- A contatto con l'acqua libera gas tossici o molto tossici
- Sorgente di sostanze pericolose
- Ecotossico

Il Catalogo europeo dei rifiuti (allegato D del Testo Unico), istituito conformemente alla normativa comunitaria e suscettibile di periodiche revisioni, assegna ad ogni tipologia di rifiuto un codice a 6 cifre (così detto codice CER) che ne consente una più facile identificazione.

### Rifiuti tossici
I rifiuti tossici sono quei materiali di scarto che possono causare dei danni o la morte a creature viventi, o che possono porre a rischio l'ambiente circostante. Generalmente si tratta di prodotti di provenienza industriale e commerciale, ma anche di uso domestico (prodotti delle pulizie, batterie, cosmetici, prodotti di giardinaggio), in agricoltura (fertilizzanti chimici, pesticidi), militare (armi nucleari e chimiche), servizi medici (prodotti farmaceutici), fonti radioattive, industria leggera (impianti di lavaggio a secco). Possono presentarsi in forma liquida, solida o liquame e contenere agenti chimici, metalli pesanti, radioisotopi e altre tossine. Si diffondono facilmente e possono contaminare laghi, fiumi, falde acquifere.
Come per l'inquinamento, il problema dei rifiuti tossici cominciò a presentarsi significativamente durante la rivoluzione industriale.
Diverse organizzazioni e gruppi ambientalisti, hanno posto all'attenzione dei media la gestione spesso inadeguata dei rifiuti tossici, rivelando le frequenti collusioni della mafia, nel sud come nel nord Italia.

## Gestione

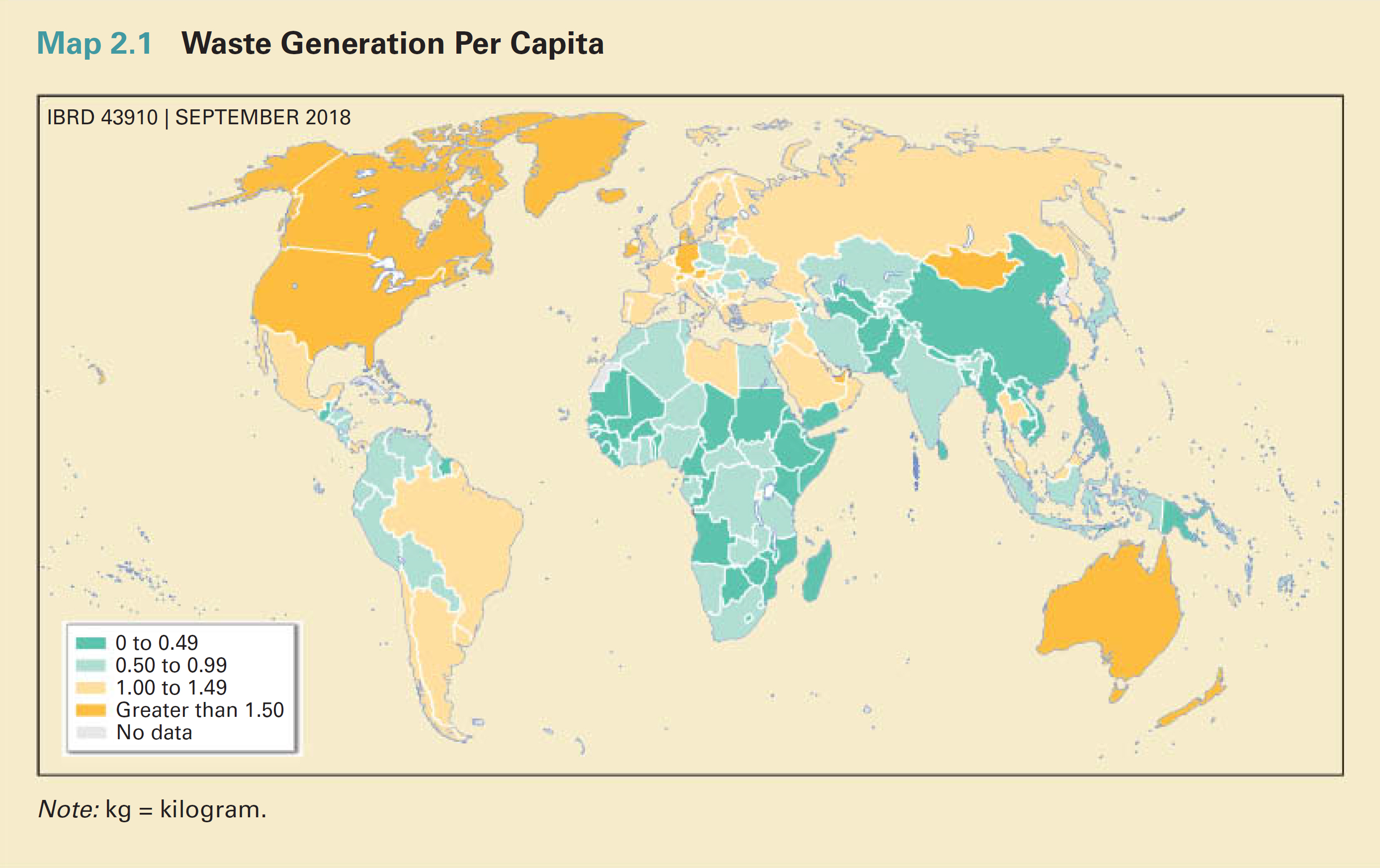
Produzione di rifiuti misurata in chilogrammi per persona al giorno.

Per quanto riguarda il problema attuale della gestione (trattamento o recupero) dei rifiuti si rimanda alla voce specifica:

### Italia
Il decreto legislativo 205/2010, art. 1, modifica l'articolo 177 del decreto legislativo 152/2006 come segue:
1. La parte quarta del presente decreto disciplina la gestione dei rifiuti e la bonifica dei siti inquinati, anche in attuazione delle direttive comunitarie, in particolare della direttiva 2008/98/CE, prevedendo misure volte a proteggere l'ambiente e la salute umana, prevenendo o riducendo gli impatti negativi della produzione e della gestione dei rifiuti, riducendo gli impatti complessivi dell'uso delle risorse e migliorandone l'efficacia.
2. La gestione dei rifiuti costituisce attività di pubblico interesse.
3. Sono fatte salve disposizioni specifiche, particolari o complementari, conformi ai principi di cui alla parte quarta del presente decreto adottate in attuazione di direttive comunitarie che disciplinano la gestione di determinate categorie di rifiuti.
4. I rifiuti sono gestiti senza pericolo per la salute dell'uomo e senza usare procedimenti o metodi che potrebbero recare pregiudizio all'ambiente e in particolare: a) senza determinare rischi per l'acqua, l'aria, il suolo, nonché per la fauna e la flora; b) senza causare inconvenienti da rumori o odori; c) senza danneggiare il paesaggio e i siti di particolare interesse, tutelati in base alla normativa vigente.»